# Rebecca Hall

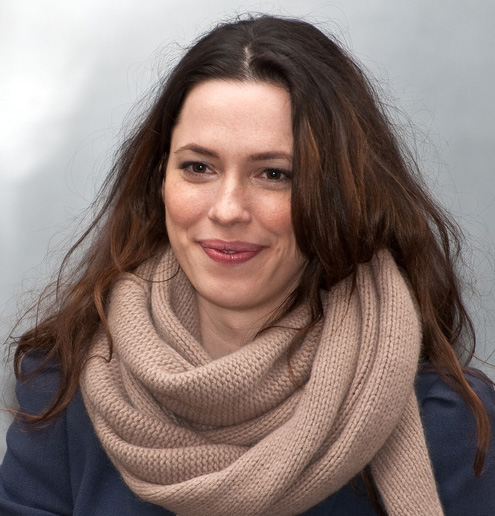
Rebecca Hall (2010)

Rebecca Maria Hall (* 3. Mai 1982 in London) ist eine britische Schauspielerin, Filmregisseurin und Drehbuchautorin. Seit Beginn der 1990er-Jahre hat sie in über 40 Film- und Fernsehproduktionen mitgespielt. 2021 debütierte sie mit Seitenwechsel (Originaltitel Passing) als Filmemacherin.

## Leben und Karriere
Hall, Tochter des Regisseurs Peter Hall und der Opernsängerin Maria Ewing, studierte Anglistik an der University of Cambridge. Sie brach ihr Studium nach zwei Jahren ab. Sie trat bereits als Kind als Schauspielerin auf, darunter an der Seite von Tara Fitzgerald in der Miniserie The Camomile Lawn aus dem Jahr 1992, bei der ihr Vater Regie führte. 2003 erhielt sie für ihre Rolle in dem Theaterstück Mrs Warren’s Profession den Ian Charleson Award. 2004 wurde sie für ihre Rolle in As You Like It wieder für den Ian Charleson Award nominiert. Beide Male führte ihr Vater Regie.
Ihre erste Filmrolle als Erwachsene hatte Hall in der Komödie Starter for 10 (2006). Im Thriller Prestige – Die Meister der Magie (2006) spielte sie neben Hugh Jackman, Christian Bale, Piper Perabo und Scarlett Johansson eine der größeren Rollen. Für diese Rolle wurde sie im Jahr 2007 für den Empire Award und für den London Critics’ Circle Film Award nominiert. In der Komödie Vicky Cristina Barcelona (2008) von Woody Allen spielte sie gemeinsam mit Johansson eine der beiden Titelheldinnen und wurde 2009 für den Part der Vicky für den Golden Globe Award in der Kategorie Beste Hauptdarstellerin in einer Komödie oder Musical nominiert. 2013 spielte sie an der Seite von Robert Downey Jr. im Action- und Science-Fiction-Film Iron Man 3 mit. Im Filmdrama Christine verkörperte Hall 2016 die Fernsehmoderatorin Christine Chubbuck, die 1974 vor laufender Kamera Suizid begangen hatte.
2017 wurde Hall in die Wettbewerbsjury der 74. Internationalen Filmfestspiele von Venedig berufen. 2021 legt sie mit dem Spielfilm Seitenwechsel (Originaltitel Passing) ihr Debüt als Filmregisseurin und Drehbuchautorin vor und trat bei dem Projekt auch als Filmproduzentin in Erscheinung. Hall verfilmte dabei den gleichnamigen Roman von Nella Larsen um zwei afroamerikanische Frauen (dargestellt von Ruth Negga und Tessa Thompson), die aufgrund ihrer hellen Hautfarbe als Weiße „durchgehen“ könnten. Aufgrund ihrer Mutter ist Hall auch afroamerikanischer Abstammung. Seitenwechsel wurde in den Wettbewerb des 37. Sundance Film Festival aufgenommen.
Im Jahr 2022 wurde sie in die Wettbewerbsjury des 75. Filmfestivals von Cannes berufen.

### Privates
Hall ist seit 2015 mit dem US-amerikanischen Schauspieler Morgan Spector verheiratet. 2018 wurde das Paar Eltern einer Tochter.

## Filmografie (Auswahl)

### Schauspielerin

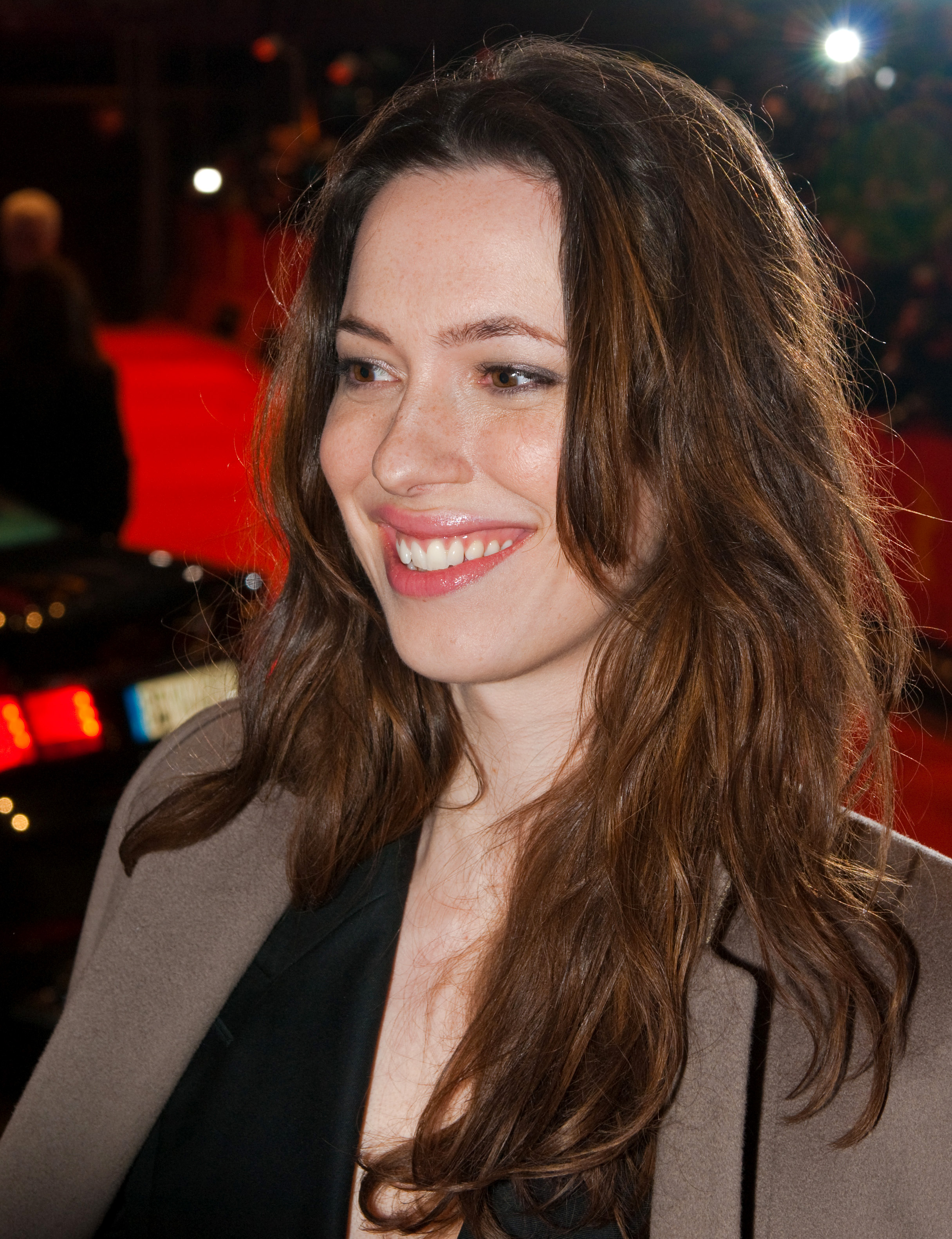
Rebecca Hall auf der Berlinale 2010

- 1992: The Camomile Lawn (Miniserie, 5 Folgen)
- 1993: Don’t Leave Me This Way (Fernsehfilm)
- 1994: The World of Peter Rabbit and Friends (Fernsehserie, Folge 1x05, Stimme)
- 2006: Starter for 10
- 2006: Prestige – Die Meister der Magie (The Prestige)
- 2006: Sargasso Sea – Im Meer der Leidenschaft (Wide Sargasso Sea, Fernsehfilm)
- 2007: Rubberheart (Kurzfilm)
- 2007: Joe’s Palace (Fernsehfilm)
- 2008: Official Selection (Kurzfilm)
- 2008: Einstein und Eddington (Einstein and Eddington, Fernsehfilm)
- 2008: Vicky Cristina Barcelona
- 2008: Frost/Nixon
- 2009: Das Bildnis des Dorian Gray (Dorian Gray)
- 2009: Yorkshire Killer 1974 (Red Riding: The Year of Our Lord 1974, Fernsehfilm)
- 2010: Please Give
- 2010: The Town – Stadt ohne Gnade (The Town)
- 2010: Alles muss raus (Everything Must Go)
- 2010: A Bag of Hammers
- 2011: The Awakening – Geister der Vergangenheit (The Awakening)
- 2012: Lady Vegas (Lay the Favorite)
- 2012: Parade’s End – Der letzte Gentleman (Parade’s End, Miniserie, 5 Folgen)
- 2013: Iron Man 3
- 2013: Unter Beobachtung (Closed Circuit)
- 2013: Ein Versprechen (A Promise)
- 2014: Transcendence
- 2014: Ruminate (Kurzfilm)
- 2015: Tumbledown
- 2015: The Gift
- 2016: Christine
- 2016: Horace and Pete (Webserie, Folge 1x01)
- 2016: BFG – Big Friendly Giant (The BFG)
- 2017: The Dinner
- 2017: Permission – Seitensprung erlaubt (Permission)
- 2017: Professor Marston & The Wonder Women
- 2018: Mirai – Das Mädchen aus der Zukunft (Mirai no Mirai, Stimme)
- 2018: Teen Spirit
- 2018: Holmes & Watson
- 2019: A Rainy Day in New York
- 2020: The House at Night (The Night House)
- 2020: Tales from the Loop (Fernsehserie, 6 Folgen)
- 2020: Shakespeare Live: The Tempest (Fernsehfilm)
- 2021: Godzilla vs. Kong
- 2021: With/in
- 2022: Resurrection
- 2022: The Listener
- 2024: Godzilla × Kong: The New Empire
- 2024: The Listeners (Fernsehserie, 4 Folgen)
- 2025: Peter Hujar’s Day
- 2025: The Studio (Fernsehserie, Folge 1x06)

### Regie und Drehbuch
- 2021: Seitenwechsel (Passing)

## Auszeichnungen und Nominierungen für Filmpreise

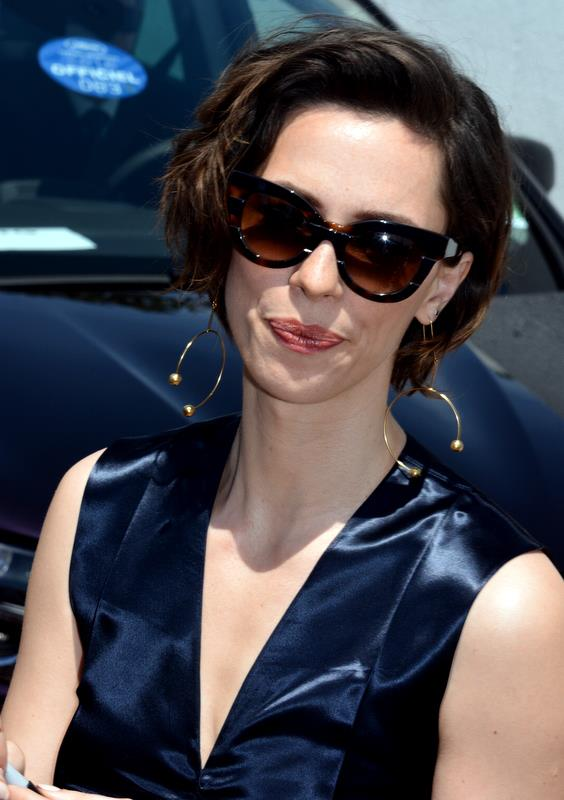
Hall auf dem Cannes Filmfestival 2016

- The Prestige: Nominiert für den Empire Award als bester weiblicher Newcomer
- The Prestige: Nominiert für den London Film Critics Circle Award bester britischer Newcomer des Jahres
- Vicky Cristina Barcelona: Gotham Award für das beste Ensemble
- Vicky Cristina Barcelona: Nominiert für den Golden Globe Award Beste Hauptdarstellerin in einer Komödie oder Musical
- Vicky Cristina Barcelona: Nominiert für den Gotham Award Best Breakthrough Performance
- Vicky Cristina Barcelona: Nominiert für den London Film Critics Circle Award beste britische Schauspielerin des Jahres
- Frost/Nixon: Screen Actors Guild Award für das beste Ensemble
- Please Give: Robert Altman Award
- Please Give: Special Award für das Gesamtwerk (auch für Yorkshire Killer und The Town – Stadt ohne Gnade)
- Please Give: Nominiert für den Chlotrudis Award bestes Ensemble
- Please Give: Nominiert für den Evening Standard British Film Award for Best Actress
- Please Give: Nominiert für den Gotham Award bestes Ensemble
- The Town: National Board of Review Award bestes Ensemble
- The Town: Nominiert für den Broadcast Film Critics Association Award bestes Ensemble
- The Town: Nominiert für den Washington D.C. Area Film Critics Association Award bestes Ensemble
- The Awakening: Nominiert für den British Independent Film Award beste Schauspielerin